# Brad Steiger
Brad Steiger (Fort Dodge, 19 febbraio 1936 – Mason City, 6 maggio 2018) è stato uno scrittore, giornalista e ufologo statunitense.

## Biografia
Nato in Iowa in una famiglia di agricoltori, compiuti gli studi è divenuto prima insegnante in una high school e poi istruttore in un college. Dal 1956 ha cominciato a pubblicare i suoi primi articoli su argomenti riguardanti il paranormale. Nel 1965 ha pubblicato il suo primo libro.
Tra il 1970 e il 1973 ha tenuto una rubrica settimanale, intitolata The Strange World of Brad Steiger, pubblicata in più di 100 quotidiani e riviste in tutto il mondo. Dalla metà degli anni ottanta al 2002 ha condotto seminari negli USA e in altre nazioni e ha preso parte a numerose trasmissioni radiofoniche e televisive.
Steiger ha pubblicato 164 libri con una tiratura superiore a 17 milioni di copie e più di 2 000 articoli. I suoi libri riguardano per la maggior parte il paranormale, l'ufologia, i misteri preistorici e la spiritualità.
Steiger è stato il primo ufologo ad avere parlato di extraterrestri di tipo rettiliano nel suo libro Flying Saucers are hostile (I dischi volanti sono ostili), pubblicato nel 1967. Il tema sarà in seguito ripreso e reso popolare dallo scrittore cospirazionista David Icke.
Steiger ha scritto anche biografie di attori e attrici del cinema. Nel 1975 ha scritto la biografia di Rodolfo Valentino, su cui il regista Ken Russell si è basato per realizzare il film Valentino.

### Vita privata
Era sposato con Sherry Hansen Steiger, con cui ha scritto parte dei suoi libri.

## Opere
- Steiger, Brad, Dei dell'Acquario, SIAD, 1978